# (2398) Jilin
(2398) Jilin ist ein Asteroid des Hauptgürtels, der am 24. Oktober 1965 am Purple-Mountain-Observatorium in Nanjing entdeckt wurde.
Er wurde nach der nordostchinesischen Provinz Jilin benannt.